# Jackie Lomax
John Richard „Jackie” Lomax (ur. 10 maja 1944 w Wallasey, zm. 15 września 2013 na Wirralu) – brytyjski gitarzysta i wokalista rockowy, znany ze współpracy z George’em Harrisonem i Erikiem Claptonem. Jako muzyk debiutował na początku lat 60. XX wieku.

## Życiorys

### Kariera
Syn robotnika fabrycznego, we wczesnych latach grał bluesa z odcieniem rocka. W styczniu 1962, w wieku 17 lat razem ze swoim przyjacielem perkusistą Warrenem „Bugsem” Pembertonem odszedł z zespołu Dee and the Dynamites, aby przyłączyć się do grającego na pogrzebach Bigbitu. Podobnie jak The Beatles wyruszył do Hamburga w Niemczech i podpisał kontrakt płytowy z Pye Records. Wydał cztery single, lecz tylko jeden „Just a Little Bit” w 1964 roku trafił na 49. miejsce brytyjskiej listy. W 1965 roku postanowił spróbować szczęścia w Stanach Zjednoczonych.
Podpisał także kontrakt z Apple Records. Związany był z zespołem The Undertakers, z którym wylansował takie utwory jak „Just A Little Bit” czy „Everybody Loves A Lover”, „The Lomax Alliance”, „Heavy Jelly” oraz „Badger”. Jego nagrania wykonywali też muzycy tacy jak Paul McCartney, George Harrison, Ringo Starr, Eric Clapton i Levon Helm. Wystąpił w filmowej komedii muzycznej Klub samotnych serc sierżanta Pieprza (Sgt. Pepper’s Lonely Hearts Club Band, 1978).

### Życie prywatne
Mając 18 lat poślubił Dionne Armitage, z którą miał trzy córki – Vicki, Janine i Louise – oraz pięcioro wnucząt. Jednak doszło do rozwodu. Jego drugą żoną była Annie Richardson (właściwie Norma Kessler), matka kontrowersyjnego fotografa mody Terry’ego Richardsona.

## Nagrania
- 1963-65: The Undertakers Unearthed
- 1966-67: The Lomax Alliance and CBS Recordings
- 1969: Is This What You Want? /nr 145 Billboard 200 USA[8]
- 1970: Heavy Jelly
- 1971: Home Is In My Head
- 1972: Three
- 1974: „White Lady” / „Badger”
- 1976: Livin’ For Lovin
- 1977: Did You Ever Have That Feeling?
- 1991: True Voices (Various Artists)
- 2001, 2004: The Ballad of Liverpool Slim
- The Ballad of Liverpool Slim...and Others (Angel Air Records)[9]
- Against All Odds (Angel Air Records) 2014[10]